# John Clark (governador)
John Clark (1 de fevereiro de 1761 - 14 de agosto de 1821) foi um político norte-americano que foi governador do estado do Delaware, no período de 1817 a 1820, pelo Partido Federalista.